# Бугарска на Европском првенству у атлетици у дворани 2015.
Бугарска је учествовала на 33. Европском првенству у дворани 2015 одржаном у Прагу, Чешка, од 5. до 8. марта. Ово је тридесет треће европско првенство у дворани на коме је Бугарска учествовала, односно учествовала је на свим првенствима до данас. Репрезентацију Бугарске представљала су 14. такмичара (6 мушкараца и 8 жена) који су се такмичили у 10 дисциплине (5 мушких и 5 женских).
На овом првенству Бугарска је заузела 20. место по броју освојених медаља са 1 сребрном и 1 бронзаном медаљом. У табели успешности према броју и пласману такмичара који су учествовали у финалним такмичењима (првих 8 такмичара) Бугарска је са 5 учесника у финалу заузела 15. место са 20 бодова.
| Плас. | Земља    | 1. место | 2. место | 3. место | 4. место | 5. место | 6. место | 7. место | 8. место | Бр. финал. - Бод. |
| ----- | -------- | -------- | -------- | -------- | -------- | -------- | -------- | -------- | -------- | ----------------- |
| 15.   | Бугарска | –        | 1 - 7    | 1 - 6    | –        | 1 - 4    | –        | 1 - 2    | 1 - 1    | 5 - 20            |

## Учесници
| Мушкарци: - Денис Димитров — 60 м - Тихомир Иванов — Скок увис - Георги Цонов — Скок удаљ, Троскок - Златозар Атанасов — Троскок - Румен Димитров — Троскок - Георги Иванов — Бацање кугле | Жене: - Ивет Лалова — 60 м - Ина Ефтимова — 60 м - Силвија Данекова — 1.500 м - Венелина Венева-Матејев — Скок увис - Мирела Демирева — Скок увис - Габријела Петрова — Троскок - Андријана Банова — Троскок - Радослава Мавродијева — Бацање кугле |  |

## Освајачи медаља (2)

### Сребро (1)
- Габријела Петрова — Троскок

### Бронза (1)
- Радослава Мавродијева — Бацање кугле

## Резултати

### Мушкарци
| Атлетичар         | Дисциплина   | Лични рекорд | Квалификације | Квалификације | Полуфинале           | Полуфинале   | Финале               | Финале       | Детаљи |
| Атлетичар         | Дисциплина   | Лични рекорд | Резултат      | Место         | Резултат             | Место        | Резултат             | Место        | Детаљи |
| ----------------- | ------------ | ------------ | ------------- | ------------- | -------------------- | ------------ | -------------------- | ------------ | ------ |
| Денис Димитров    | 60 м         | 6,66         | 6,65 ЛР       | 2. у гр 4 КВ  | 6,66                 | 6 у пф. 1    | Није се квалификовао | 11/36 (37)   |        |
| Тихомир Иванов    | Скок увис    | 2,25         | 2,24          | 14            |                      |              | Није се квалификовао | 14 / 25 (26) |        |
| Георги Цонов      | Скок увис    | 7,67         | 7,40          | 20            | Није се квалификовао | 20 / 23 (24) |                      |              |        |
| Георги Цонов      | Троскок      | 16,58        | 16,61 ЛР      | 4. кв         | 16,75 ЛР             | 5 / 21       |                      |              |        |
| Румен Димитров    | Троскок      | 16,50        | 16,38         | 8. кв         | 16,36                | 8 / 21       |                      |              |        |
| Златозар Атанасов | Троскок      | 16,70        | 16,05         | 14.           | Није се квалификовао | 14 / 21      |                      |              |        |
| Георги Иванов     | Бацање кугле | 21,02 НР     | 19,95         | 9.            | Није се квалификовао | 9 / 27 (33)  |                      |              |        |

### Жене
| Атлетичарка              | Дисциплина   | Лични рекорд | Квалификације   | Квалификације   | Полуфинале            | Полуфинале      | Финале                | Финале          | Детаљи |
| Атлетичарка              | Дисциплина   | Лични рекорд | Резултат        | Место           | Резултат              | Место           | Резултат              | Место           | Детаљи |
| ------------------------ | ------------ | ------------ | --------------- | --------------- | --------------------- | --------------- | --------------------- | --------------- | ------ |
| Ивет Лалова              | 60 м         | 7,12         | 7,26            | 2. у гр. 4 КВ   | 7,27                  | 5. у пф. 3      | Нису се квалификовале | 14 / 37 (38)    |        |
| Ина Ефтимова             | 60 м         | 7,24         | 7,37            | 4. у гр.5 КВ    | 7,28 ЛРС              | 5 у пф. 3       | Нису се квалификовале | 15 / 37 (38)    |        |
| Силвија Данекова         | 1.500 м      | 4:16,04      |                 |                 |                       |                 | 4:25,44               | 11 / 11         |        |
| Венелина Венева-Матејева | Скок увис    | 2,02         | 1,94 =ЛРС       | =1. КВ          |                       |                 | 1,90                  | 7 / 22          |        |
| Мирела Демирева          | Скок увис    | 1,92         | 1,87            | 13.             | Није се квалификовала | 13 / 22         |                       |                 |        |
| Габријела Петрова        | Троскок      | 14,55        | 14,21           | 4. КВ           | 14,52                 |                 |                       |                 |        |
| Андријана Банова         | Троскок      | 14,14        | Није стартовала | Није стартовала | Није стартовала       | Није стартовала | Није стартовала       | Није стартовала |        |
| Радослава Мавродијева    | Бацање кугле | 18,34        | 17,18           | 6. кв           |                       |                 | 17,83                 |                 |        |